# 棉毛女蒿
棉毛女蒿（学名：Hippolytia gossypina）是菊科女蒿属的植物。分布在印度、尼泊尔以及中国大陆的西藏等地，生长于海拔4,500米至5,400米的地区，常生于高山石地、荒漠和山顶祼岩上，目前尚未由人工引种栽培。